# Natalie Gutgesell
Natalie Gutgesell (* 1972 in Coburg) ist eine deutsche Künstlerin mit Schwerpunkt Videoinstallation und Objektkunst.
Von 1991 bis 1997 studierte sie Linguistik der Anglistik und Romanistik an der Otto-Friedrich-Universität Bamberg. Seit 2005 ist sie Künstlerische Leiterin des "Tambacher Sommers" auf Schloss Tambach. 2005 bis 2010 studierte sie Theater-, Medienwissenschaft und Kunstgeschichte in Erlangen. 2005 drehte sie über den 2. Bamberger Weltkulturerbelauf den Dokumentarfilm Laufend erben. 2014 wurde sie promoviert. 2022 habilitierte sie sich an der Bergischen Universität Wuppertal. 
Natalie Gutgesell ist Gründungsmitglied der Bamberger Kurzfilmtage e.V. Ferner ist sie Mitglied im BBK Oberfranken, Bundesverband Jugend und Film (BJF) und Landesverband Film und Video Bayern. Sie lebt und arbeitet in Lichtenfels (Oberfranken) und Berlin.

## Einzelausstellungen
- 2005 "interplay of human communication" - Schloss Tambach/Coburg
- 2006 "Aufnahme fliehender Momente" - Alter Schlachthof Straubing
- 2007 "Sur-face - Unter dem Gesicht" – Städtische Galerie im Schloss Lichtenfels "Strukturen" – Neues Palais Bamberg

## Preise und Auszeichnungen (Auswahl)
- 2004 Sonderpreis Filmfestival Landshut
- 2005
  - 2. Platz „Berlin 05“
  - 3. Platz Filmfestival Ansbach
  - 3. Platz Filmfestival Dortmund
  - Sonderpreis Filmfestival Traunstein
- 2006
  - 1. Preis Filmfestival Lauf
  - 2. Platz Valentine-Rothe-Preis des Frauenmuseums Bonn[1]

## Veröffentlichungen (Auswahl)
- „Da hat Herr Scheffel etwas dazu gedichtet“ – Joseph Victor von Scheffel als bildender Künstler. Mitteldeutscher Verlag, Halle (Saale) 2014, ISBN 978-3-95462-318-1.
- Joseph Victor von Scheffel in Heidelberg (= Stationen. Band 18). Morio, Heidelberg 2015, ISBN 978-3-945424-21-6.
- "Ich fahr in die Welt". Vorträge zu Joseph Victor von Scheffel. Mitteldeutscher Verlag, Halle/Saale 2016, ISBN 3-95462-710-8.

- Alexandra von Berckholtz. Malerin und Mäzenin im 19. Jahrhundert. Mitteldeutscher Verlag, Halle/S. 2017, ISBN 3-95462-872-4.
- Dora Hitz. Fränkische Künstlerin, rumänische Hofmalerin, europäische Avangardistin. Mitteldeutscher Verlag, Halle/S. 2019, ISBN 978-3-96311-251-5.
- Wege zu Scheffel. Mitteldeutscher Verlag, Halle/Saale 2019, ISBN 3-96311-153-4.

- Theatralität der Natürlichkeit. Luisenkloster und Tempelherrenhaus - Eremitage und Neogotik in Weimar im 18. Jahrhundert. Mitteldeutscher Verlag, Halle/S. 2023, ISBN 978-3-96311-710-7 (= Habilitationsschrift Bergische Universität Wuppertal).
- (mit Shona Kallestrup): Dora Hitz. Aus Franken nach Rumänien in die Welt. Mitteldeutscher Verlag, Halle/S. 2025, ISBN 978-3-96311-987-3.

## Belege
1. ↑  Archivierte Kopie (Memento des Originals vom 4. Juni 2007 im Internet Archive)  Info: Der Archivlink wurde automatisch eingesetzt und noch nicht geprüft. Bitte prüfe Original- und Archivlink gemäß Anleitung und entferne dann diesen Hinweis.